# Oregon Zoo
Koordinaten: 45° 30′ 30″ N, 122° 42′ 53″ W
Der Oregon Zoo (früher: Washington Park Zoo) ist ein Zoo in Portland, der größten Stadt im US-Bundesstaat Oregon. Er befindet sich rund drei Kilometer südwestlich vom Stadtzentrum von Portland auf dem Gelände des Washington Park. Im Zoo verläuft auch die Schmalspurbahn Washington Park and Zoo Railway (Spurweite: 2 ft 6 in), die die Verbindung zum International Rose Test Garden im Park herstellt. Der Zoo wurde 1888 eröffnet, nachdem ein privater Sammler seine Tiere der City of Portland geschenkt hatte. Heute gehört der Zoo mit einer Fläche von 26 Hektar dem Metro-Government (Oregon regional government).
Der Zoo ist Mitglied in der Association of Zoos and Aquariums (AZA) und nimmt am Erhaltungszuchtprogramm für 21 bedrohte Arten teil, unter anderem für den Kalifornienkondor, den Asiatischen Elefanten und den afrikanischen Löwen. Der Zoo verfügt auch über umfangreiche Pflanzensammlungen und spezielle Gärten. Im Sommer wird eine Konzertreihe veranstaltet und im Winter gibt es die Weihnachts-Lichtshow ZooLights. Der Oregon Zoo ist die bestbezahlte und populärste Attraktion in Oregon mit mehr als 1,6 Millionen Besuchern 2008/2009.

## Lage
Der Zoo liegt an der Südgrenze des Washington Park, in dem sich auch das Portland Children’s Museum, das World Forestry Center, das Oregon Vietnam Veterans Memorial und das Hoyt Arboretum befindet. Ein Wegesystem verbindet den Zoo mit dem International Rose Test Garden, dem Portland Japanese Garden und dem Forest Park.

## Geschichte
Der Zoo wurde 1888 gegründet. Er ist damit der älteste Zoo in Nordamerika westlich des Mississippi. Die Sammlung geht auf zwei Bären (Grizzlybär und Braunbär) zurück, die Richard Knight erworben hatte. Knight war Seemann gewesen und hatte sich mit einem Pharmaziegeschäft selbstständig gemacht, als er begann, Tiere von befreundeten Seeleuten zu erwerben. Er bewahrte seine „Sammlung“ hinter seinem Laden an der Ecke von Third Street und Morrison Street auf. Als die Versorgung der Tiere zu aufwändig wurde, versuchte er, sie an die Stadt Portland zu verkaufen. Die Stadt ging auf diesen Handel jedoch nicht ein, sondern schenkte Knight zwei Zirkus-Käfige und erlaubte ihm, die Bären im damaligen City Park (Washington Park) auszustellen.
Pflege und Fütterung der Bären blieb also weiterhin Aufgabe der Familie Knight und ihrer Freunde. Bald darauf wandte sich Knight wieder an die Stadtverwaltung: Gerade einmal fünf Monate später machte er das Angebot, der Stadt die Bären zusammen mit den Käfigen zu schenken. Diesmal akzeptierte das Portland City Council das Angebot. Am 7. November 1888 wurde damit der Portland Zoo gegründet. Aufgrund der Lage im Washington Park wurde er häufig Washington Park Zoo genannt.
1894 gab es bereits mehr als 300 Tiere im Zoo. 1925 wurde der Zoo auf das Areal des Portland Japanese Garden, weiterhin im Gebiet des Washington Park, verlegt.
1958–59 wurde der Zoo erneut verlegt, diesmal an den gegenwärtigen Standort, und das Gelände wurde von Lawrence, Tucker & Wallmann beplant. Das Gelände gehörte ursprünglich zum Hoyt Park, westlich des Washington Park, wurde aber einige Jahre später dem Washington Park angegliedert. Zu dieser Zeit wurde die Washington Park and Zoo Railway gebaut, um den Zoo mit seinem ehemaligen Gelände und den dort verbliebenen Attraktionen zu verbinden. Der Umzug des Zoos nahm über ein Jahr in Anspruch. Die ersten Tiere wurden im Frühjahr 1958 verlegt und eine eingeschränkte Eröffnung für Besucher wurde im Juni 1958 ermöglicht, einen Tag nachdem der erste Abschnitt der Zoo Railway eröffnet worden war. Während der Umzugsphase war der Zoo nur an den Wochenenden geöffnet, während jedoch die neue Schmalspurbahn sechs Tage die Woche in Betrieb war. Die endgültige Eröffnung fand am 3. Juli 1959 statt. In diesem Zuge wurde der Zoo auch umbenannt in Portland Zoological Gardens, behielt in der öffentlichen Wahrnehmung jedoch die Bezeichnung Portland Zoo. Die Elefanten und Großkatzen wurden im November des Jahres als letzte verlegt und eine neue Zufahrt vom nahegelegenen Freeway, dem Sunset Highway, wurde errichtet.
Der Zoo wurde populär, als 1953 die Asiatische Elefantenkuh Rosy angeschafft wurde, und weltberühmt, als 1962 der Elefant Packy zur Welt kam. Es war der erste Asiatische Elefant, der in der westlichen Hemisphäre geboren wurde, und bis 2010 mit einer Größe von 10,5 ft (3,2 m) der größte Asiatische Elefant in den Vereinigten Staaten. Seither wurden weitere 28 Kälber im Oregon Zoo geboren, wovon allein sieben von Packy gezeugt wurden. Zwei von ihnen, Shine und Rama, lebten bis zu seinem Tod 2015 mit ihm im selben Gehege. Damit ist das Zuchtprogramm das erfolgreichste Zoo-Zuchtprogramm der Welt. Am 23. August 2008 brachte Rose-Tu, die Enkelin von Rosy, das Bullenkalb Samudra zur Welt. Samudra ist das erste Elefantenkalb, das in Nordamerika in der dritten Generation geboren wurde.
Bis 1971 wurde der Zoo von der Stadtverwaltung unterhalten, dann übernahm die Portland Zoological Society den Zoo unter Vertrag mit der Stadt. 1976 stimmte die Bevölkerung für einen Steuersparplan, durch den der Zoo dem Metropolitan Service District (MSD, Metro) unterstellt wurde. Die Eigentümerschaft wurde Metro offiziell am 1. Juli 1976 übergeben. Metro hat seither mit Hilfe von Spendern, Sponsoren und Freiwilligen Erweiterungsprojekte durchgeführt. Ende des Jahres 1976 benannte MSD den Zoo in Washington Park Zoo um; die Bahn wurde zwei Jahre später in Washington Park and Zoo Railway umbenannt.

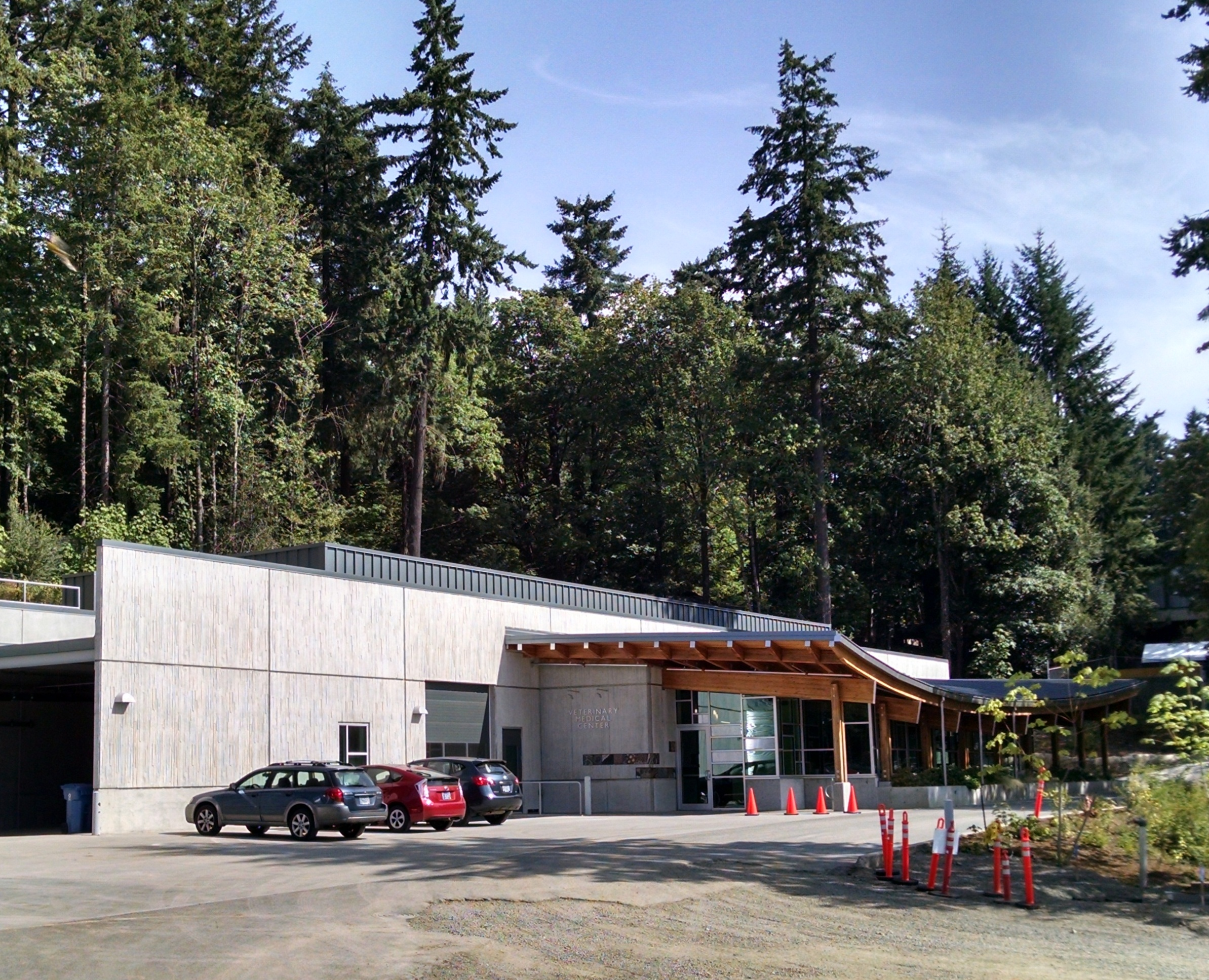
Tierarztzentrum von 2014.

1998 änderte das Metro Council den Namen wiederum in Oregon Zoo. Im September des Jahres wurde der Zoo an das MAX-Light-Rail-System angeschlossen und die MAX Blue Line (Westside MAX) mit der unterirdischen Washington Park station eröffnet. 2003 beteiligte sich der Zoo am Erhaltungszuchtprogramm für den Kalifornienkondor, das vom San Diego Wild Animal Park und dem Los Angeles Zoo ins Leben gerufen worden war. Durch das Programm sollen Kalifornienkondore aufgezogen und wieder ausgesetzt werden, um die natürlichen Bestände aufzufüllen.
Im November 2008 stimmten die Wähler einer Zuweisung von 125 Mio. Dollar zu, mit der die Infrastruktur verbessert, ältere Gehege erneuert und bessere Bildungseinrichtungen und Nachhaltigkeitskonzepte umgesetzt werden sollen. Die Besuchszahlen erreichten einen Rekord von 1,6 Mio. Besuchern von 2008 bis 2009. In dieser Zeit war ein weiteres Elefantenbaby geboren worden. Im Jahr darauf besuchten 1.612.359 Menschen den Zoo.

## Ausstellung

### Africa Rainforest
Africa Rainforest wurde 1991 eröffnet. Das Tropenhaus umfasst ist 5300 m² groß; sein Bau kostete 4,3 Millionen Dollar. Neben den Gehegen beherbergt das Tropenhaus eine Kunstausstellung und die Kongo Ranger Station, eine Nachbildung einer Safari-Expedition. Tiere in der Ausstellung sind Rodrigues-Flughund, Palmenflughund, Nilflughund, Mantelaffe, Sumpfmeerkatze, Hagedasch, Witwenpfeifgans, Panzerkrokodil, Nilwaran, Lungenfische, Buntbarsche, Zwergflamingo, Gecko, Chamäleons, Gewöhnliches Stachelschwein, Krallenfrosch und Kappengeier. Das Haus hat vier Hauptabteilungen: Bamba Du Jon-Swamp; Regenwaldvoliere; Affengehege; Flughund-Habitat.

### Africa Savanna
Die Africa Savanna eröffnete im April 1989 und umfasst 4 Acres (1,6 ha). In den Gehegen werden folgende Tierarten ausgestellt: Spitzmaulnashorn, Brazzameerkatze, Flusspferd, Buntbock, Nacktmull, Netzgiraffe, Massai-Giraffe, Giraffengazellen, Spekegazelle, Südlicher Hornrabe, Webervögel, Kaptriel, Rothaubenturako, Hammerkopf, Gelenkschildkröten und Dornschwanzechsen. Das Zebra Citation lebte bis zu seinem Tod 2013 in der Anlage.

### Predators of the Serengeti
Predators of the Serengeti (Raubtiere der Serengeti) wurde im September 2009 eröffnet. Die Anlage umfasst 2,5 Acres (1 ha) und verschlang 6,8 Millionen Dollar.
Die Anlage entstand auf dem Gelände der ehemaligen Alaska-Tundra-Anlage. In der Anlage werden Löwen, Geparde, Afrikanische Wildhunde, Karakale, Skorpione, Südliche Zwergmangusten und Nördliche Felsenpythons gehalten. Die ursprüngliche Löwenanlage wurde 1998 zur Steller Cove umgebaut. Die drei Löwen kamen aus Zoos in Kalifornien, Virginia und Wisconsin. 2013 brachte die vierjährige Löwin Neka die ersten drei Jungen zur Welt: Kamali, Zalika und Angalia. Im September 2014 brachte die andere Löwin, Kya, vier Junge zur Welt, von denen allerdings eines eingeschläfert werden musste.

### Amazon Flooded Forest
Die 2001 eröffnete Anlage simuliert die Überschwemmungsgebiete des Amazonas-Regenwaldes während der jahreszeitlichen Überschwemmungen. Hier werden Schwarzer Brüllaffe, Weißkopfsaki, Arrau-Schildkröte (Podocnemis expansa), Brauen-Glattstirnkaiman, Grüner Hundskopfschlinger, Roter Neon, Echter Diskus, Roter Pacu, Knochenzüngler, Große Anakonda, Natterers Sägesalmler, Krokodilteju, Basilisken sowie Froscharten ausgestellt.

### Elephant Lands

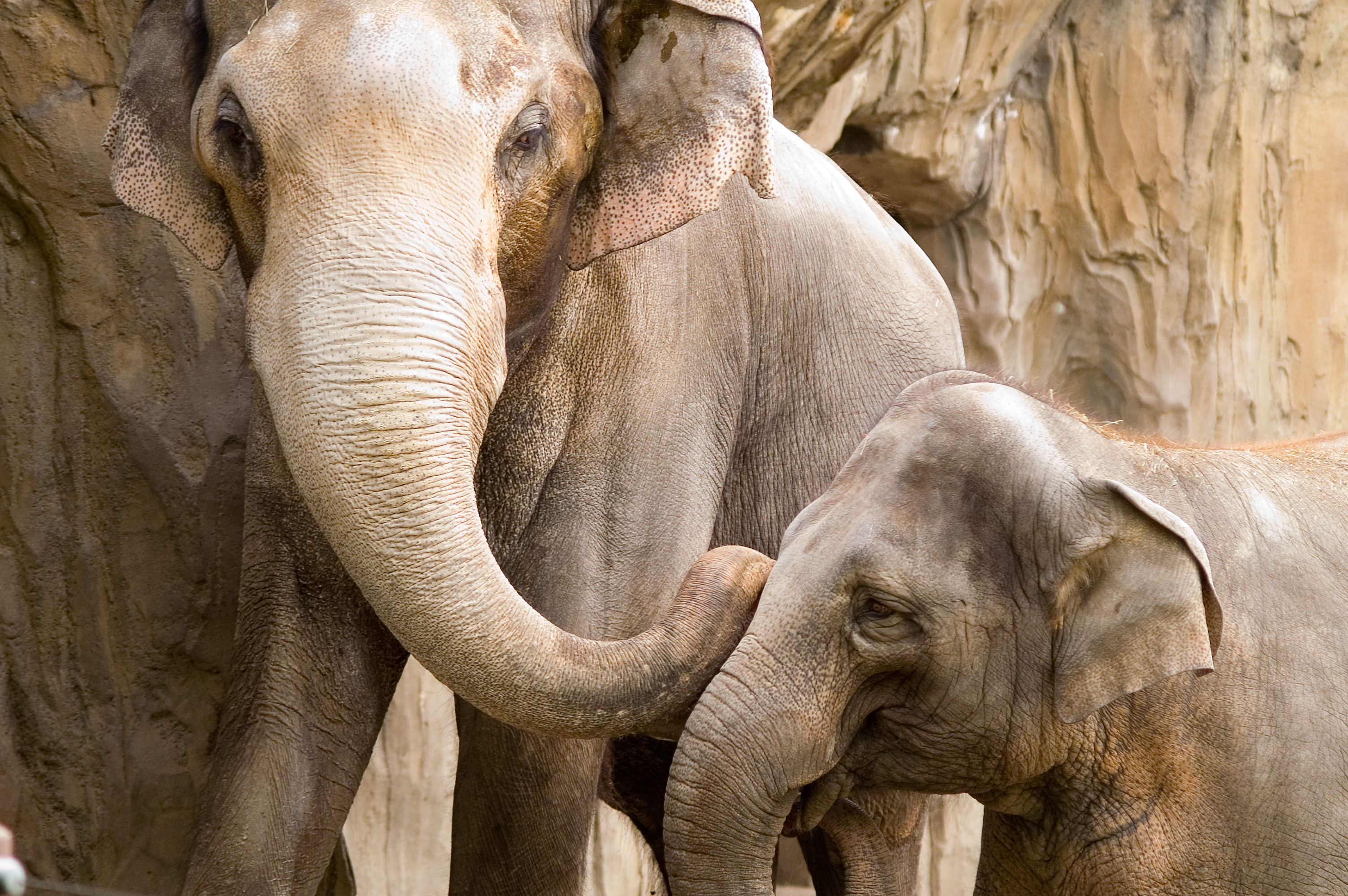
Die Asiatischen Elefanten Packy (links) und Rose-Tu

Vier weibliche Asiatische Elefanten (Sung-Surin „Shine“, Rose-Tu, Chendra und Lily) und ein männlicher (Samudra „Sam“) werden in der Anlage gehalten. Alle außer Chendra wurden im Oregon Zoo geboren. Die Waise ist die einzige Borneo-Zwergelefantin in den Vereinigten Staaten. Die Anlage ist ausgestattet mit einem Schwimmbecken mit Platz für bis zu zehn Elefanten gleichzeitig, Sandboden und einer Kratz-Station, an der sich die Tiere scheuern können. Sie wurde 2015 von 1,5 auf 6 Acres (2,4 ha) vergrößert.
Der bekannte Elefantenbulle Packy starb am 9. Februar 2017 infolge einer langjährigen Tuberkuloseinfektion.

### Bären

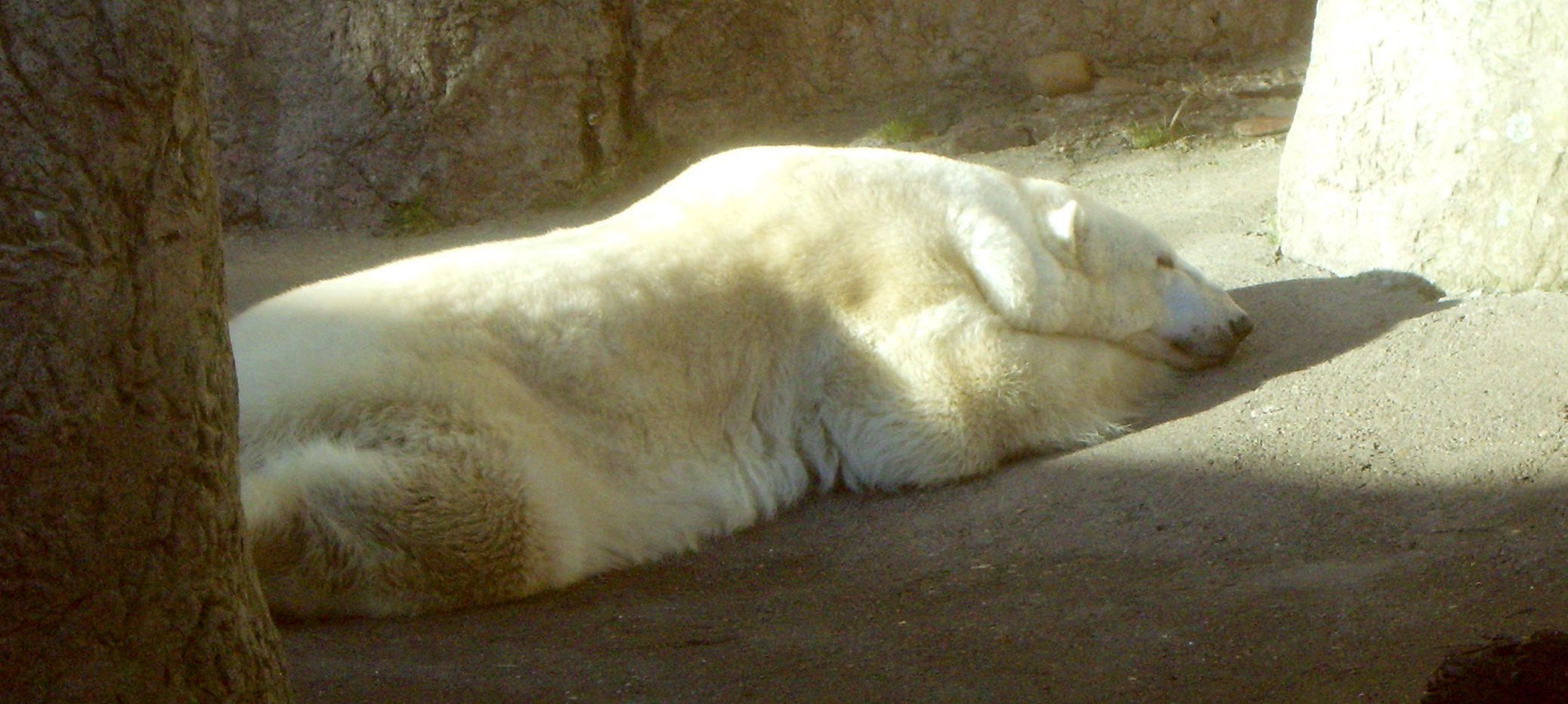
Eisbär

In drei verschiedenen Anlagen werden sechs Bären gezeigt:
- Tasul, der Eisbär, lebt in einer Anlage, welche die Hudson Bay in Kanada darstellen soll;[35] das Weibchen, Yugyan, musste 2008 eingeschläfert werden. Die Anlage wurde 1986 angelegt und verfügt über zwei Becken für Winter und für Sommer.[35]
- In einer Tropen-Anlage lebt das Malaienbär-Weibchen Jody.[35]
- In der The Great Northwest-Anlage mit der Black Bear Ridge leben die vier Schwarzbären Tuff, Dale, Cubby und Takota.[36]

### Great Northwest
Die Anlage zeigt Tiere des Pazifischen Nordwestens in den acht Bereichen Black Bear Ridge, Eagle Canyon, Cascade Stream and Pond, Cougar Crossing, Cascade Crest, Trillium Creek Family Farm und Steller Cove. Cascade Canyon Trail verbindet die Anlagen und verfügt über eine Hängebrücke, die Einblicke ins Schwarzbärengehege bietet. Cascade Stream and Pond wurde als erste dieser Anlagen 1982 gebaut und zeigt Biber, Nordamerikanische Fischotter, Katzenfretts und verschiedene Reiher. Cascade Crest wurde 1998 eröffnet und zeigt in einer gebirgsartigen Landschaft eine Schneehöhle, einen See und alpine Baumarten. Die Anlage mit einer Fläche von 10920 ft² (1015 m²) kostete 11,6 Millionen Dollar. Gezeigt werden Schneeziegen. Die Black Bear Ridge liegt als nächste Anlage am Cascade Canyon Trail. Die Anlage für 2 Millionen Dollar wurde 2007 eröffnet und ist das Heim der Rotluchse.

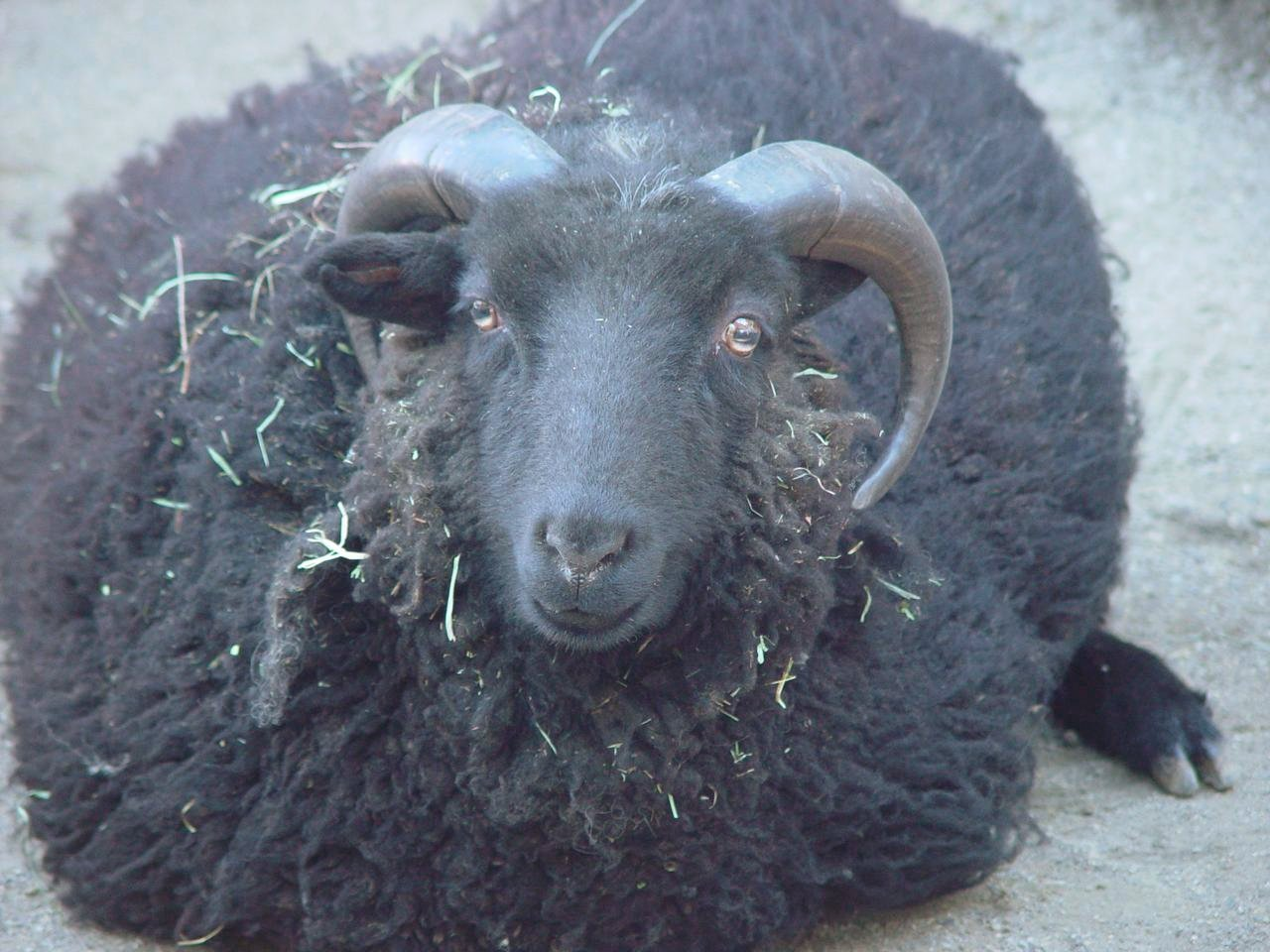
Duncan, ein Shetland Sheep, auf dem Bauernhof.

Eagle Canyon folgt auf dem Weg als nächste Anlage mit zwei Weißkopfseeadlern und Silberlachsen, Stören, Regenbogen- und Stierforellen in einem Bach. Die 20800 ft² (1930 m²) große Anlage wurde 2004 eröffnet. Daneben liegt die Cougar Crossing mit zwei Pumas, Chinook und Paiute. Die 4260 ft² (396 m²) große Anlage eröffnete 2006. Als letzte Anlage entlang des Weges liegt die Trillium Creek Family Farm. Sie wurde 2004 eröffnet. Freiwillige jugendliche Helfer stellen dort Haustiere vor und erklären Arbeiten auf dem Bauernhof.

### Steller Cove
Steller Cove ist die letzte Anlage im Bereich Great Northwest. Sie präsentiert Tiere und Pflanzen am und im Pazifik entlang der Küste Oregons mit Gezeitentümpeln, Blowholes, Kelpwäldern und steinigen Küsten. In den Seewasserbecken werden Seeanemonen, Seesterne, Seegurken, Käferschnecken, Napfschnecken und Seeigel, Krebstiere, Groppen, Anemonenwächter, Butterfische, Grundeln und Drachenköpfe gezeigt. Die Anlage kostete 11 Millionen Dollar und wurde 2000 eröffnet. Die Hauptattraktionen sind Seehunde und Seeotter.

### Condors of the Columbia
Drei Kalifornienkondore (Kaweah, Tyrion und 432) wurden 2014 in die Anlage gebracht. Die Tiere stammen aus einer Zuchteinrichtung bei Estacada.

### Weitere Tierarten

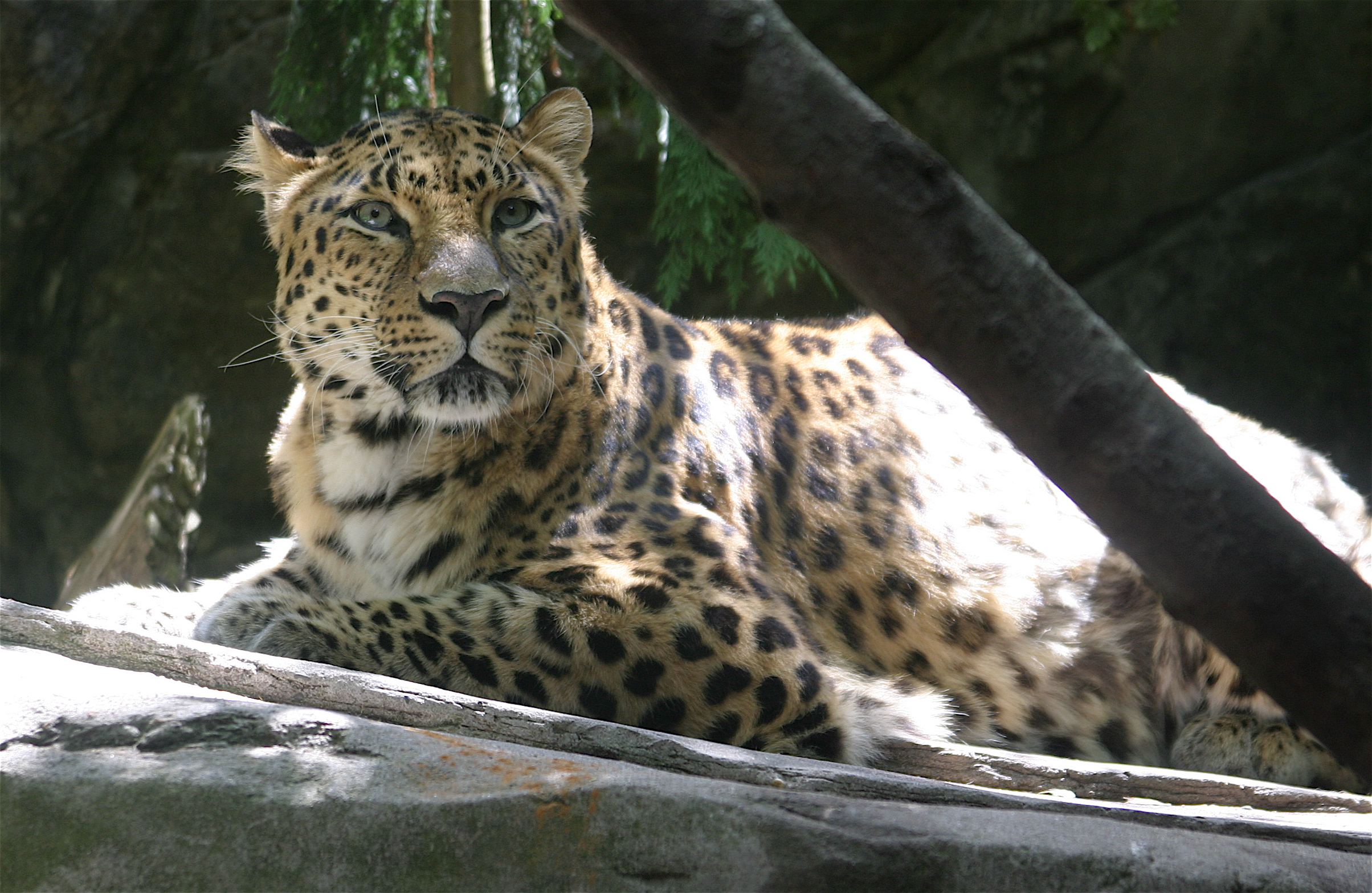
Amurleopard

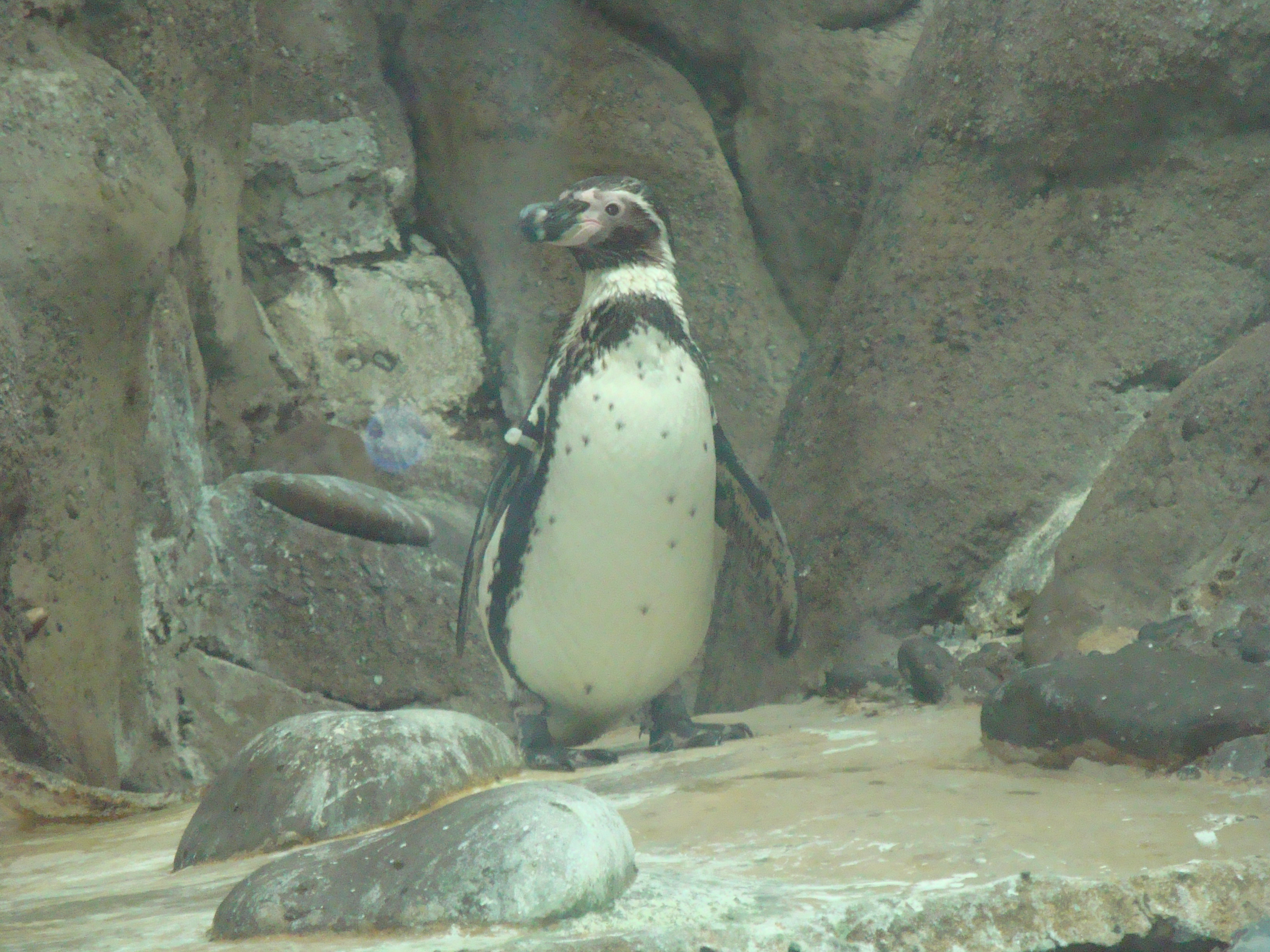
Ein Pinguin in der Pacific Shores exhibit.

Weitere Anlagen sind ein Pinguinarium mit Humboldt-Pinguinen, Inkaseeschwalben und Graumöwen sowie eine Insektarium und die Cats of the Amur Region mit Amurleopard und Sibirischem Tiger. Die Affenanlage zeigt Schimpansen, Orang-Utans, Nördliche Weißwangen-Schopfgibbons, Mandrills und Lisztaffen. 2010 wurde das Red Ape Reserve eröffnet und bis 2020 sollen Schimpansen und Mandrills in eine neue Anlage umziehen. Außerdem zeigt der Zoo zwei bedrohte Schweinearten in der Asian Pigs exhibit: Hirscheber und Visayas-Pustelschwein.

## Kritik
Mit der Geburt von Packy 1962 begann ein Zuchtprogramm für Elefanten im Oregon Zoo. 28 Kälber wurden bisher geboren, von denen sieben von Packy gezeugt worden sind. 15 Kälber starben, bevor sie geschlechtsreif waren, und der Verbleib von zwei Kälbern ist unbekannt. Einige Kälber wie Stoney, Sabu und Prince wurden an den Zirkus verkauft und nur wenige Elefanten wie Hanako und Dino wurden an andere Zoos verliehen, während Emma und Teak an Privatpersonen verkauft wurden.
Im April 2000 wurde Rose-Tu von ihrem Betreuer schwer misshandelt, wodurch sie wohl nicht mehr in der Lage ist, Kälber aufzuziehen. Der Pfleger wurde zu einer minimalen Strafe verurteilt, weil das staatliche Recht bis dato keine höheren Strafen vorsah. Daher initiierte der Animal Legal Defense Fund das Rose-Tu law, das von Gouverneur John Albert Kitzhaber 2001 unterzeichnet wurde. Das Gesetz war das erste in den Vereinigten Staaten, das Tiermisshandlung mit Gewalt gegen Menschen gleichsetzte und die Strafen deutlich verschärfte.
Im Dezember 2012 wurde Lily geboren, das Kalb von Rose-Tu und Tusko, einem Bullen der Organisation Have Trunk Will Travel, die Elefanten verleiht. Die Seattle Times brachte daraufhin einen Vertrag ans Licht, nach dem das neugeborene Kalb der Firma gehören sollte. Zunächst dementierte der Zoo die Kenntnis des Vertrags, aber nach einem großangelegten öffentlichen Diskurs sammelte der Zoo die Mittel, um Tusko und Lily für 400.000 Dollar zu erwerben.
Im Mai 2014 entließ der Zoo seinen Direktor Kim Smith und den leitenden Tierarzt Mitch Finnegan aufgrund von Versäumnissen, die zum Tod des Orang-Utans Kutai bei einer Operation geführt hatten. Die Mitarbeiter protestierten jedoch beim Metro Council, und der Tierarzt wurde im Juli wieder angestellt. Im Juni 2014 waren während seiner Abwesenheit sechs Tamarine gestorben.
Kritisiert wurde auch, dass der Zoo Bullhooks benutzt, um die Elefanten zu führen, und dass mehrere gesundheitliche Probleme wie Arthritis, Strahlfäule, Tuberkulose und Verhaltensstörungen auftreten.
Die Organisation In Defense of Animals hat den Oregon Zoo fünf Jahre lang auf ihrer Liste der zehn schlechtesten Zoos für Elefanten (Ten Worst Zoos for Elephants) geführt. Die Tierrechtsgruppe Free the Oregon Zoo Elephants kämpft für ein Ende des Zuchtprogramms und die Überführung der Elefanten in ein Reservat.